# I Beati Paoli (romanzo)
I Beati Paoli è un romanzo d'appendice dello scrittore e giornalista siciliano Luigi Natoli, firmato con lo pseudonimo di William Galt e apparso originariamente sul Giornale di Sicilia in 239 puntate dal 6 maggio 1909 al 2 gennaio 1910. Del romanzo esiste anche un seguito, Coriolano della Floresta ovvero il segreto del romito, del 1930. Il libro ebbe uno straordinario successo, trasversale a tutte le classi sociali. Dal romanzo è stato tratto anche un film, I cavalieri dalle maschere nere (I Beati Paoli), regia di Pino Mercanti, del 1948 .
La vicenda trae spunto dalle gesta della leggendaria setta segreta dei Beati Paoli, che si racconta fosse attiva nella Sicilia del XVII-XVIII secolo: il romanzo mescola personaggi di fantasia a personaggi realmente esistiti. Natoli mise una scrupolosa cura nel ricostruire fedelmente l'ambiente della Palermo dell'inizio del XVIII secolo fin nei minimi dettagli, e la sua narrazione si discosta solo in pochi momenti dalla realtà storica, utilizzando rigorosamente come fonti per i fatti narrati e le descrizioni di luoghi e scenari il Diario palermitano di Antonio Mongitore, la Storia dei viceré di Sicilia di Giovanni Evangelista Di Biasi e le relazioni a stampa su feste e cerimonie pubbliche.

## Storia editoriale
Dopo la pubblicazione a puntate sul quotidiano, nel 1912 la casa editrice palermitana La Gutenberg lo pubblicò in volume; nel 1949 apparve a dispense edito da La Madonnina di Milano, che lo pubblicò a sua volta in volume nel 1955. Nel 1971 la casa editrice palermitana Flaccovio ripubblicò il romanzo, facendolo precedere da un'introduzione del semiologo Umberto Eco e da una nota storica di Rosario La Duca.
Il fumettista Nino Calabrò ne realizzò, tra il 1973 e il 1976, una trasposizione a fumetti in 192 tavole pubblicate negli anni ottanta in venticinque inseriti allegati al Giornale di Sicilia.

## Trama

### Prologo
Palermo, 1698. Si festeggia la stipula della pace di Ryswick tra Luigi XIV di Francia e Carlo II d'Asburgo, re di Spagna e di Sicilia. Il giovane nobile don Raimondo Albamonte della Motta viene a sapere che suo fratello maggiore, il duca don Emanuele, partito per la guerra al servizio del suo sovrano, è stato ucciso dai Turchi sulla via del ritorno. La notizia gli viene riferita da Andrea Lo Bianco, un fedele servitore del defunto duca, che lo accompagnava ed è riuscito a fuggire. Proprio in quei giorni la moglie di don Emanuele, donna Aloisia, ancora ignara della sorte toccata al marito, dà alla luce un figlio maschio, chiamato Emanuele come il padre, ormai nuovo duca della Motta. Informata dal cognato del doloroso avvenimento, la donna, ancora debole, si ammala gravemente. Don Raimondo, desideroso di ottenere per sé il titolo di duca, decide di eliminare i due ostacoli che gli si frappongono, la cognata e il piccolo nipote. Con l'aiuto di un servo, Giuseppico, e della fattucchiera Peppa la Sarda, cerca di avvelenare donna Aloisia, ma il suo piano delittuoso viene scoperto da Maddalena, fedele cameriera della duchessa, che, con l'aiuto di Andrea, riesce a sventarlo. Maddalena però viene uccisa, e donna Aloisia è costretta a fuggire nella notte con il figlio, per non cadere nelle mani del cognato. Stremata dalla fatica, sviene, e viene raccolta assieme al piccolo da due uomini e una donna, che li portano nella loro casa. Aloisia muore senza essere stata in grado di rivelare il suo nome e la sua storia, e il bambino resta da allora affidato alle cure dei suoi salvatori. Nel frattempo, don Raimondo ha accusato Andrea, da lui licenziato qualche giorno innanzi, dell'omicidio di Maddalena e del rapimento della cognata e del nipote: l'uomo viene quindi arrestato e condannato ai remi.

### Parte prima
Settembre 1713.

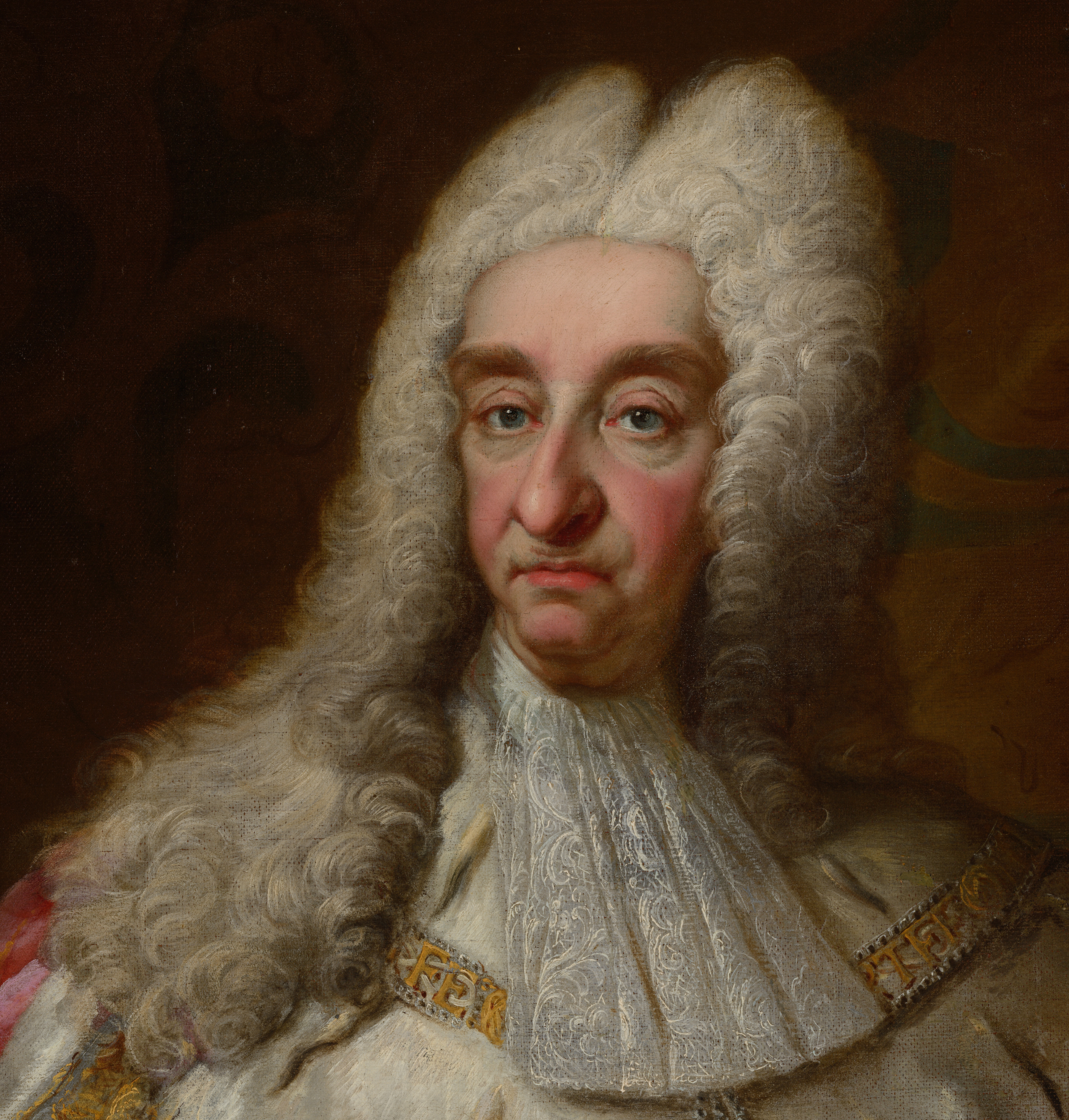
Vittorio Amedeo II, duca di Savoia e re di Sicilia dal 1713 al 1720, è uno dei personaggi storici che compaiono nel romanzo.

Quindici anni dopo gli eventi del Prologo, il regno di Sicilia sta per essere ceduto dalla Spagna a Vittorio Amedeo II di Savoia, in seguito alla pace di Utrecht che pone fine alla guerra di successione spagnola. Don Raimondo della Motta, nel frattempo, in mancanza di eredi del fratello, ha ottenuto il titolo di duca ed è divenuto un magistrato potente e rispettato nella Deputazione del regno. Si è sposato due volte: dal primo matrimonio ha avuto una figlia, Violante, ora educanda in un convento, poi, rimasto vedovo, si è risposato con donna Gabriella La Grua, di venti anni più giovane, da cui non ha avuto figli. Da qualche tempo il duca è perseguitato da minacciose lettere anonime, che gli ricordano i delitti commessi e che potrebbero essere opera della misteriosa setta segreta dei Beati Paoli, una congrega potentissima i cui affiliati non sono mai stati scoperti, e che ha come obiettivo fare giustizia dei torti perpetrati e tollerati dalla giustizia corrotta dello Stato.
Nel frattempo, arriva in città il giovane cavaliere Blasco da Castiglione, venuto a scoprire qualcosa sulle sue origini e sulla sua famiglia, di cui non sa nulla. Fin da quando era bambino, infatti, era stato affidato alle cure del frate cappuccino Giovanni, ora defunto; quando, anni prima, il frate aveva dovuto lasciarlo, gli aveva affidato una lettera per il suo amico, fra Bonaventura, contenente la storia del suo passato: finalmente, dopo quindici anni di peripezie e avventure, fra cui un periodo di prigionia presso il bey di Tunisi, Blasco faceva ritorno a Palermo per consegnarla. Fra Bonaventura gli racconta la sua storia: lui e sua madre erano stati soccorsi dai due frati nel tremendo terremoto che aveva distrutto Catania nel 1693. Prima di morire per le ferite, la donna aveva fatto in tempo a raccontare ai due frati che Blasco era il figlio illegittimo di un nobile che l'aveva sedotta, e a pregarli di avere cura di lui. Il padre di Blasco è proprio don Emanuele della Motta, fratello di don Raimondo, ma fra Bonaventura non rivela per il momento quel particolare al giovane. Lo accompagna però proprio dallo zio, sperando di ottenere da lui protezione e magari un impiego per il suo pupillo, la cui origine non viene taciuta al duca. Don Raimondo, in ansia per le frequenti minacce che riceve, decide di accogliere in casa il giovane, prestante e abile spadaccino, perché protegga lui e la sua famiglia. Così Blasco incontra Gabriella, e riconosce in lei la bellissima donna che aveva notato sulla via per Palermo, e per la quale aveva avuto uno screzio col suo corteggiatore, il principe di Iraci. Avendo avuto l'incarico di scortarla ovunque, Blasco passa molto tempo assieme a lei; da parte sua, Gabriella (che ha sposato il duca Raimondo solo perché obbligata dalla famiglia e che non prova alcun sentimento per il marito), abituata, per la sua avvenenza, a essere da tutti corteggiata, finisce per cedere al fascino del suo accompagnatore: un giorno, di ritorno in carrozza dalla cerimonia di incoronazione del nuovo re Vittorio Amedeo, i due si baciano appassionatamente.
Nel frattempo, nella storia fanno il loro ingresso nuovi personaggi: don Girolamo Ammirata, modesto funzionario, amico del pittore Vincenzo Bongiovanni, e suo nipote Emanuele, di 15 anni. Dietro la sua apparenza modesta, don Girolamo è un importante membro della setta segreta dei Beati Paoli, che si riunisce spesso in una sala sotterranea cui si accede dalla sacrestia della chiesa di S. Matteo (anche il sacrestano fa parte della società).
Un giorno, mentre don Girolamo si trova a colloquio in chiesa con un altro affiliato, entra un uomo, sfuggito all'arresto dopo aver tentato di sparare per strada al duca della Motta: è Andrea, evaso dalle galere e tornato a Palermo per vendicarsi dell'uomo che l'ha accusato falsamente per coprire i suoi delitti. Don Girolamo, con l'aiuto del sacrestano e di un altro membro della setta, zi' Rosario, aiuta Andrea a nascondersi. Grazie al suo racconto don Girolamo capisce che il ragazzo che passa per suo nipote è l'erede legittimo dei della Motta: furono lui e sua moglie Francesca, infatti, a soccorrere, anni prima, Aloisia fuggita dalle mani di Raimondo. Insieme con Andrea decide che, per incastrare don Raimondo, devono rintracciare gli altri testimoni dei delitti, Giuseppico e Peppa la Sarda.
Nel frattempo, il duca, sempre più spaventato, si è rivolto allo sbirro Matteo Lo Vecchio, perché indaghi sui misteriosi Beati Paoli: costui, abilissimo, astuto e privo di qualsiasi scrupolo, riesce ben presto a scoprire il coinvolgimento di don Girolamo e lo fa arrestare, ma i Beati Paoli ottengono dal duca, dopo averlo rapito, condotto bendato nel loro covo e minacciato, la sua immediata liberazione.
Blasco, intanto, pur amando intensamente Gabriella, è preso dal rimorso per aver tradito la fiducia di don Raimondo e le comunica che deve lasciarla: la donna, affranta e offesa, muta in odio l'attrazione fortissima che ancora prova per lui, e si convince che egli abbia in realtà un'altra amante. Visto che rimanere in quella casa gli è ormai impossibile, Blasco lascia il servizio presso don Raimondo e si trasferisce presso il nobiluomo Coriolano della Floresta, con cui nel frattempo ha stretto una solida amicizia.

### Parte seconda

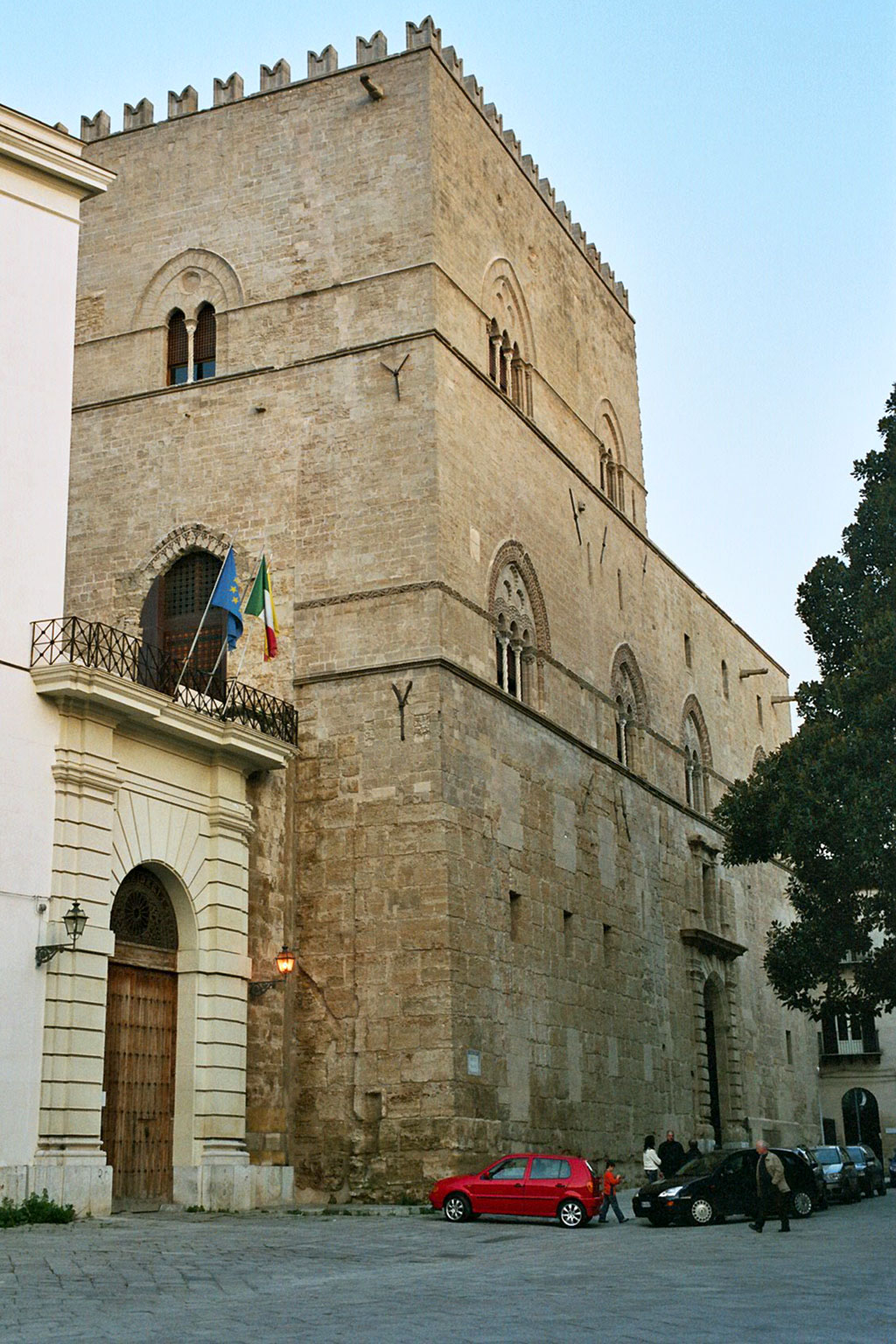
Alcune scene del romanzo sono ambientate nel Palazzo Chiaramonte-Steri, dove aveva sede, all'inizio del XVIII secolo, l'Inquisizione siciliana.

Indagando, Matteo Lo Vecchio ha scoperto che i Beati Paoli hanno messo le mani su Peppa la Sarda e ora vogliono rintracciare Giuseppico, che si trova a Messina come galeotto: spaventato, don Raimondo, senza rivelargli nulla, gli ordina di trovarlo per primo, e di consegnarglielo vivo o morto. Andrea parte per Messina, riesce a liberare Giuseppico e a convincerlo a collaborare, ma sulla via del ritorno i due si imbattono in Matteo travestito, che con l'inganno ottiene altre informazioni sulla setta e prova ad arrestarli: nello scontro che ne segue, Giuseppico resta ucciso, ma Andrea riesce a fuggire e a raggiungere don Girolamo, insieme al quale si nasconde. Matteo può comunque, grazie alle informazioni ottenute, far arrestare il sacrestano di S. Matteo, zi' Rosario e Peppa la Sarda: i primi due vengono interrogati, ma, anche sotto tortura, rivelano ben poco (lo sbirro deve fingersi un confessore per ricavare qualcosa di più), e quindi giustiziati, Peppa la Sarda viene fatta uccidere in carcere dal duca. Ma egli, pur avendo eliminato quelli che crede gli unici due testimoni dei suoi delitti, non smette di ricevere minacce.
Nel frattempo, Blasco sta gradualmente superando la sua infatuazione per Gabriella. Un giorno, mentre passeggia, viene salutato da una giovane educanda, che egli non riconosce ma che lo colpisce subito: si tratta di Violante, figlia di don Raimondo, che l'aveva veduto quando egli, tempo prima, aveva accompagnato la sua matrigna Gabriella venuta a farle visita al monastero. Quella stessa sera, dopo aver accompagnato Coriolano a uno spettacolo teatrale cui avevano assistito anche Gabriella e il principe di Iraci, Blasco viene aggredito mentre torna a casa da sconosciuti, che riescono a ferirlo, ma prima che possano finirlo intervengono degli uomini misteriosi, che lo portano al sicuro. Qui viene raggiunto dall'amico Coriolano: il giovane è turbato da quell'aggressione e dal fatto che gli uomini che l'avevano soccorso sembrassero sapere chi era, ma Coriolano taglia corto dicendo che sicuramente il responsabile era il principe di Iraci, geloso di lui e infuriato per essere stato da lui battuto in duello qualche tempo prima.
Don Raimondo, per sferrare un colpo definitivo a don Girolamo e ai Beati Paoli, cerca di ottenere dal re maggiori poteri, e allo scopo non esita a incoraggiare la moglie a diventare l'amante del sovrano: la donna, inizialmente incline ad accettare per vanità, saputo dell'aggressione subita da Blasco, che ora sembra scomparso, rifiuta, per poi però pentirsene. Infatti, al re, in viaggio con la corte verso Messina, viene consegnata, tramite Pellegra, la giovane figlia del pittore Bongiovanni, innamorata di Emanuele, una denuncia in cui sono esposti tutti i crimini del duca della Motta: anche se incerto se prestarvi fede, il sovrano ordina che si indaghi su don Raimondo. Questi avverte che la fiducia del re verso di lui è stata turbata per qualche motivo, e confida alla moglie quello che sta succedendo, le accuse dei Beati Paoli, le minacce, senza però, naturalmente, confessare che le accuse dicono il vero. Sarebbe essenziale, ora, riconquistare il favore di Vittorio Amedeo, e Gabriella, più per mantenere il suo status in società che per aiutare il marito, accetta di divenirne la favorita e parte anche lei per Messina.
Nel frattempo, il duca ha fatto arrestare la moglie e il nipote di don Girolamo, per avere in pugno il suo nemico, ma non può interrogarli. Matteo Lo Vecchio riesce con astuzia a venire in possesso di carte conservate in casa di don Girolamo contenenti i verbali delle sedute del tribunale dei Beati Paoli: scopre così tutte le accuse contro don Raimondo e le prove che Emanuele è il figlio legittimo del defunto duca. Soddisfatto, decide di tenere per sé i documenti, per avere, all'occorrenza, un'arma con cui ricattare lo stesso don Raimondo.
Il responsabile dell'agguato a Blasco è effettivamente il suo rivale, il principe di Iraci, che una notte viene aggredito e preso a bastonate dai Beati Paoli, per vendicare Blasco: infuriato per l'affronto subìto, il principe denuncia il tutto a don Raimondo, nuovo vicario generale del regno, comunicandogli anche che l'odiato Blasco ha a che fare con i misteriosi Beati Paoli. Il duca ne è sorpreso, ma crede allora di capire che dietro a tutte le minacce ricevute c'è appunto suo nipote, bastardo di suo fratello, che vuole rubargli il titolo. Desideroso di stringere i tempi e mettere le mani sui capi, assieme a Matteo Lo Vecchio elabora un piano per arrestare finalmente don Girolamo e Andrea.
Blasco intanto è guarito ed è tornato a casa di Coriolano e, una notte, il suo intervento quasi fortuito fa fallire il piano di Matteo di arrestare don Girolamo e Andrea: i due fuggono, riconoscenti verso Blasco, che infatti il giorno dopo riceve una lettera di ringraziamento da parte dei Beati Paoli, che d'ora in avanti lo considerano un amico.
Don Girolamo scopre quindi che le carte preziosissime che conservava in casa sono state rubate durante la sua assenza e, indagando, capisce che chi gli sta dando la caccia, ha fatto imprigionare i suoi cari e gli sta facendo terra bruciata attorno non è un traditore interno alla setta, ma Matteo Lo Vecchio. Quest'ultimo, nel frattempo, viene inviato da don Raimondo a Messina, presso la corte, dove si trova anche Gabriella, per cercare di convincere il sovrano e i suoi consiglieri a continuare a riporre fiducia in lui. Anche Blasco ha deciso di lasciare Palermo per un po', per andare a trovare fra Bonaventura, trasferitosi a Caccamo e gravemente malato, e la sua strada si incrocia casualmente con quella di Matteo, che viaggia in incognito, travestito da abate. Saputo da un altro compagno di viaggio della vera identità dell'uomo, decide di unirsi a lui, per studiarlo: Matteo, che non si è accorto che Blasco ha capito perfettamente chi è, ha portato con sé i documenti presi in casa di don Girolamo, perché non si fida a lasciarli incustoditi. Lungo il tragitto, però, è vittima di una rapina, Blasco insegue i ladri e recupera le carte, ma, prima di restituirle a Matteo, le legge, venendo così a sapere tutti i segreti di don Raimondo: sconvolto, tiene per sé le carte, facendo credere a Matteo che i ladri gli siano sfuggiti. A Messina, Matteo incontra Gabriella, che intanto sta facendo di tutto per recuperare i favori del re per sé e per suo marito. La donna si imbatte anche in Blasco, rimanendo turbata da quell'incontro perché ancora incerta sui suoi sentimenti verso di lui. Blasco finisce in carcere per aver sfidato a duello delle guardie del re: Matteo, sempre convinto che egli non l'abbia riconosciuto, cerca di avvelenarlo, ma Blasco, avvisato da Gabriella, si salva: il carceriere, divenuto suo amico, fa credere a Matteo che il suo piano sia giunto a buon fine: Matteo, tornato a Palermo, lo riferisce a don Raimondo, che quindi si sente ormai al sicuro. Di lì a poco Blasco, mentre viene trasferito in un'altra fortezza, riesce a fuggire aiutato dalla folla di popolani, schierati dalla sua parte perché ha sconfitto le guardie, invise in città.
Con Blasco morto (o almeno così crede), la moglie e il nipote di don Girolamo in carcere, don Raimondo crede di essere a un passo dalla vittoria sui Beati Paoli, da cui infatti non riceve più minacce da qualche tempo. L'unica preoccupazione residua è che don Girolamo e Andrea sono ancora introvabili. La moglie, tornata a Palermo, gli ha comunicato che il re Vittorio Amedeo ha ripreso a stimarlo e vorrebbe condurlo con sé a Torino: don Raimondo dunque lascia la Sicilia col resto della corte alla fine dell'estate 1714, ma Gabriella non lo segue. L'ha aiutato innanzi tutto per sé stessa, ma quell'uomo le ripugna, anche perché non è totalmente sicura della sua innocenza.

### Parte terza
Per rappresaglia contro l'arresto di Francesca, moglie dell'Ammirata, ed Emanuele, i Beati Paoli tentano nottetempo di rapire Violante, la figlia di don Raimondo, ma la fanciulla viene salvata dall'intervento provvidenziale e fortuito di Blasco. I due passano il resto della notte ospiti di un curato di campagna: subito entrambi rimangono incantati l'uno dell'altra, e Blasco si rende conto di essere innamorato della ragazza, ma non osa prendere l'iniziativa, vedendola così innocente e pura. La mattina seguente fa avvisare Gabriella che la figliastra è al sicuro e le dice dove può venire a riprenderla. Ma Gabriella, la cui gelosia nei confronti della fanciulla si era già destata quando Violante le aveva parlato del suo fugace incontro con Blasco qualche tempo prima, ora si convince che Blasco e Violante siano divenuti amanti: furiosa, invece di ringraziarlo, tornata a Palermo lo accusa di fronte al viceré Annibale Maffei di aver rapito lui la figliastra, e di far parte della setta dei Beati Paoli: quindi, decide di partire portando con sé Violante, che odia con tutto il cuore, perché, dopo quanto accaduto, non si sente più al sicuro a Palermo. Ma durante il viaggio le due donne vengono rapite e trasportate a Selinunte, e tenute segregate in un castello isolato.
Nel frattempo, Matteo Lo Vecchio ha appreso che Blasco non è affatto morto, e anzi è fuggito di prigione e ora è ricercato, e che molto probabilmente le carte che gli aveva detto di non essere riuscito a recuperare le ha invece lui. Nel tentativo di saperne di più, cerca di trarre dalla sua parte un membro della setta dei Beati Paoli, Antonino Bucolaro, dicendogli che insieme, se avessero quelle carte, potrebbero ricattare il duca della Motta e diventare ricchi.
Sventando il primo tentativo di rapimento di Violante, Blasco ha intralciato i piani dei Beati Paoli; una notte, costoro lo invitano nel loro tribunale, e gli chiedono di non impedire la loro opera di giustizia: Violante, anche se innocente, doveva pagare per i delitti compiuti dal padre. Blasco si oppone: secondo la sua coscienza, un'ingiustizia, anche se compiuta col pretesto di un buon fine, è pur sempre un'ingiustizia. Ma il capo della setta lo informa che comunque non può fare nulla: Gabriella e Violante sono già state fatte prigioniere. La giustizia amministrata dai Beati Paoli, gli spiega, è inflessibile e incorruttibile, e ha lo scopo di vendicare gli innumerevoli soprusi subìti dalla povera gente da parte dei ricchi e potenti, protetti dall'iniqua "giustizia" dello Stato e delle leggi. Il capo, che fino a quel momento ha sempre celato il suo volto, accetta di svelare la sua identità, che solo don Girolamo Ammirata conosce, a Blasco: si tratta del suo amico, Coriolano della Floresta.
Nel frattempo, fra Bonaventura, sul letto di morte, aveva detto a Blasco di recarsi, dopo che lui fosse spirato, dal superiore del suo convento a Palermo, che gli avrebbe consegnato qualcosa da parte sua. Si tratta del suo atto di battesimo, il segreto che fra Giovanni e fra Bonaventura avevano custodito per tutto quel tempo: Blasco apprende di essere il bastardo del duca Emanuele della Motta, e quindi nipote di don Raimondo e fratellastro del giovane Emanuele.
Matteo Lo Vecchio, intanto, non ha mollato la presa su Antonino Bucolaro, ma questi, anche se il pensiero di diventare ricco comincia a stuzzicarlo, non sa davvero dove siano le carte che lo sbirro vuole, né cosa vi sia scritto. I Beati Paoli hanno notato che lui e lo sbirro si frequentano, e iniziano a sospettare di lui.
A Torino, don Raimondo viene avvisato del rapimento della moglie e della figlia, e naturalmente capisce subito che sono stati i Beati Paoli. Per la prima volta mostra di temere non solo per sé stesso, ma anche per qualcun altro, non tanto la moglie, quanto Violante, cui vuole davvero bene. Torna precipitosamente a Palermo, disperato, e qui riceve la visita di Blasco, venuto a offrirgli il suo aiuto, non certo per fare un piacere a lui, ma per amore di Violante: il giovane gli comunica che i Beati Paoli sanno tutto del suo passato e che Gabriella e Violante sono trattate con ogni riguardo: appena il duca avrà liberato Francesca ed Emanuele, saranno lasciate andare. Don Raimondo è disposto a tutto pur di riabbracciare la figlia, e accetta: Blasco vuole però che prometta anche di trovare un accordo con Emanuele per restituirgli ciò che è suo, in questo modo giustizia sarà fatta, ma senza che Raimondo sia disonorato e Violante debba soffrire nello scoprire la terribile verità su suo padre. Don Raimondo fa quanto gli è stato chiesto e Francesca ed Emanuele sono liberi; ricevuta la visita di Matteo Lo Vecchio, si rende conto che anche lo sbirro sa tutto dei suoi delitti e sarebbe sicuramente pronto a ricattarlo se mettesse mano a quelle carte, quindi conclude che potrebbe essere necessario eliminare anche lui.
Come pattuito, Blasco viene mandato dai Beati Paoli a liberare le due donne, prigioniere ormai da circa tre mesi nel castello della Pietra, nei pressi di Alessandria della Rocca: Antonino Bucolaro ne informa Matteo. In tutto quel tempo la matrigna ha continuato a sfogare sulla figliastra la sua angoscia per quella situazione, la sua gelosia, il suo odio verso di lei, verso il marito, verso Blasco. Quando proprio Blasco giunge a liberarle, la donna non riesce a trattenersi e ha una crisi di nervi: aggredisce l'uomo chiedendogli perché l'abbia illusa dicendole di amarla e poi l'abbia abbandonata spezzandole il cuore, si scaglia contro la figliastra cercando di ucciderla e poi tenta di gettarsi da una finestra, ma viene trattenuta da Blasco. Fallito il tentativo di suicidio, cade in una specie di stato catatonico, non parla e non reagisce più, e così, in un'atmosfera non certo festosa come ci si sarebbe potuto aspettare, Blasco, Violante, Gabriella e alcune guardie messe a disposizione dal duca intraprendono il viaggio di ritorno verso Palermo. Ma lungo la strada li attende Matteo Lo Vecchio con degli uomini armati, venuti ad arrestare Blasco. Quest'ultimo però uccide Matteo e riesce a fuggire, mentre le due donne finalmente tornano a casa, e don Raimondo riabbraccia teneramente la figlia.
Nel frattempo, anche Francesca ed Emanuele hanno potuto far ritorno a casa, ed Emanuele e Pellegra, la figlia del pittore Bongiovanni, si sono finalmente rivisti. Il giovane è sempre più innamorato di lei, e vorrebbe sposarla, ma lo zio, don Girolamo, si oppone; Emanuele non capisce perché, e comincia a risultargli sgradita l'autorità di quell'uomo, che in fondo suo zio non è: egli infatti non sa chi fossero i suoi genitori, ma sa che Girolamo e Francesca lo hanno raccolto e preso in casa quando era neonato. Tra i due nasce qualche tensione, e Francesca, sperando di calmare il ragazzo, gli rivela che don Girolamo non vuol fargli sposare l'umile Pellegra perché egli è di nobili natali e, quando avrà recuperato il titolo e la fortuna che gli sono stati sottratti, sposerà una sua pari grado. Emanuele è sconvolto da quella rivelazione, ma per il momento Francesca non vuole svelargli il nome del suo vero padre.
La stessa notte in cui hanno fatto ritorno a casa, Gabriella, accecata dalla gelosia, accusa falsamente Violante di essere divenuta l'amante di Blasco di fronte a don Raimondo e, inveendo contro il marito, lascia il palazzo per tornare dai suoi parenti. Sconvolto, don Raimondo, credendo che Violante, che pure si dichiara innocente da ogni colpa, abbia perso l'onore, si reca al monastero e ve la lascia, con l'intenzione di farle prendere il velo. Tornato a casa incontra Antonino Bucolaro, ormai convintosi a tradire la setta, che gli dà un appuntamento notturno per tendere un agguato ai Beati Paoli.
Anche Blasco è tornato a casa di Coriolano, di nascosto perché ricercato e triste e turbato. L'amico gli comunica che è invitato a una riunione dei Beati Paoli per quella notte, ma poi, improvvisamente, gli rivela di sapere da tempo che le carte scomparse sono in suo possesso, e pretende di riaverle. Blasco rifiuta, i due lottano, inizia una colluttazione, Blasco getta le carte nel fuoco ma alla fine Coriolano ha la meglio: in extremis, quest'ultimo recupera le carte dal fuoco, appropriandosene; impotente, Blasco deve seguirlo alla riunione dei Beati Paoli.
Nel frattempo, infatti, il duca della Motta, recatosi all'appuntamento, è stato rapito e condotto nella stessa cripta sotterranea in cui era stato portato tempo addietro, di fronte al tribunale della setta. Qui, Coriolano, mascherato, formula le accuse raccolte contro di lui e lo costringe dietro le minacce a scrivere una dichiarazione in cui Raimondo riconosce suo nipote Emanuele e rinuncia al titolo di duca in suo favore. Coriolano vorrebbe anche obbligarlo a fargli accettare le nozze fra Violante e Blasco, ma è lo stesso Blasco a rinunciare, con dolore, a quella soluzione: non volendo che Violante si ritrovi, senza colpa, spogliata di tutto, propone invece che la fanciulla sposi il cugino Emanuele, così da conservare il titolo.
In quel momento fanno irruzione le guardie che hanno teso l'agguato ai Beati Paoli, che però, servendosi di un passaggio segreto sotterraneo, riescono a fuggire, trascinando con sé anche don Raimondo. Costui, colpevole di aver tentato di ingannarli, viene pugnalato senza pietà da Andrea, nonostante Blasco tenti fino all'ultimo di impedire quell'atto di crudeltà su un uomo inerme e terrorizzato, arrivando a scagliarsi contro l'ex amico Coriolano. Ritornati in superficie, Coriolano si separa da Blasco, che però ormai è divenuto nemico suo e della setta. Blasco, visto che non ha saputo difenderlo, vorrebbe almeno riportare il cadavere del padre a Violante e, calatosi di nuovo in quei cunicoli sotterranei, trova il duca ancora vivo, ma gravemente ferito. Dopo averlo riportato a casa, si allontana di nuovo e, non potendo più tornare da Coriolano, si rifugia presso un convento di frati.
La notizia del tentato omicidio di don Raimondo, che ora lotta fra la vita e la morte, semina sconcerto in città, facendo capire il tremendo potere dei Beati Paoli, di fronte ai quali nessuno può dirsi al sicuro. Accorrono al capezzale del duca anche Gabriella e Violante; anche Blasco si reca a Palazzo Albamonte la notte seguente per sincerarsi delle condizioni del ferito, lì vi incontra Coriolano, che si finge preoccupato e in ansia come gli altri amici di don Raimondo: Blasco capisce che il duca e la sua famiglia non sono affatto al sicuro e chiede a Gabriella il permesso di rimanere per la notte, non prima di aver rimproverato indignato Coriolano per la sua impudenza e averlo sfidato a duello per l'indomani (naturalmente senza farsi sentire da nessuno, poiché nessuno a parte lui e don Girolamo sa che Coriolano è il capo dei Beati Paoli).
Egli e Gabriella vegliano così nella stanza accanto alla camera di don Raimondo, e Violante li scopre la mattina dopo addormentati: nel sonno, Gabriella si è abbandonata col capo sul petto di Blasco, e la ragazza si lascia prendere dalla gelosia anch'ella: quando Blasco si sveglia, lo tratta molto freddamente, senza che il giovane possa capirne il motivo. Comunque, egli aveva deciso in ogni modo di partire dopo essersi battuto con Coriolano, per lasciarsi alle spalle quel mondo pieno di delitti, tradimenti e violenze e per tentare di dimenticare il suo amore impossibile per Violante: infatti, anche se effettivamente nelle sue vene scorre sangue nobile, del titolo e del nome degli Albamonte, su cui pure forse avrebbe qualche diritto, non gli importa nulla, vorrebbe riprendere al più presto la vita incosciente ed errabonda di una volta, anche se dopo quello che ha passato non è più lo stesso uomo di prima. Per non abbandonare totalmente Violante senza protezione, però, comunica al marchese di Geraci, padre di Aloisia e nonno di Emanuele, e al principe di Butera, nonno di Violante, tutto ciò che sa, la sua nascita, il fatto che l'erede legittimo degli Albamonte è ancora vivo, il documento con cui don Raimondo lo riconosce, e infine ripete anche a loro il suo suggerimento di far sposare Violante ed Emanuele. Chiede loro anche di trovargli un posto nell'esercito spagnolo perché vuole al più presto lasciare l'isola.
Don Girolamo e Andrea, intanto, dopo la notte del processo e della fuga dalle guardie, sono tornati a casa, dopo aver ascoltato per strada i commenti della gente, che esalta i Beati Paoli per essere riusciti ancora una volta a beffare le autorità. Don Girolamo ha di nuovo una violenta lite con Emanuele, insuperbitosi dopo aver saputo di essere nobile, e Andrea rivela infine al ragazzo che lui è il vero duca della Motta.
Coriolano, che ha saputo che Matteo Lo Vecchio è ancora vivo, convoca una nuova riunione dei Beati Paoli: il tribunale decide di punire il traditore Antonino Bucolaro e Blasco, e lo stesso Coriolano si impegna a eseguire la sentenza. Infatti, lui e Blasco si ritrovano per il duello come convenuto, ma Blasco non si batte seriamente, la sua vita non gli è più cara e desidera solo che Coriolano lo finisca, se questo è ciò che deve fare. Ma sul più bello il duello deve essere interrotto perché arrivano le guardie, Blasco si nasconde.
Nel frattempo, Emanuele viene condotto da suo nonno al Palazzo Albamonte: la vista del ragazzo sconvolge don Raimondo, ormai allo stremo e delirante, e, dopo un'agonia terribile di alcuni giorni in cui ripercorre tutti i suoi delitti, l'uomo muore.

### Parte quarta
Sono passati quattro anni: è il 1718. A Palermo sbarca l'esercito spagnolo, Filippo V intende riprendersi il regno di Sicilia dai Savoia, che si sono alleati con l'imperatore Carlo VI. Con l'esercito torna nell'isola natale anche Blasco, arruolatosi nei dragoni, che ritrova Coriolano: fra i due uomini sono ormai spariti i vecchi rancori, e si ravviva l'antica amicizia. Altre vecchie conoscenze sono Matteo Lo Vecchio, che appena rivede Blasco inizia a preparare un piano per vendicarsi, e soprattutto il suo fratellastro, Emanuele. Costui, divenuto duca della Motta, è ormai un uomo totalmente diverso da Blasco: arrogante, prepotente, superbo e licenzioso, è fidanzato con Violante, che sposerà al compimento del ventunesimo anno, ma non prova alcun sentimento per la cugina, anzi è fortemente attratto dalla giovane e bella zia rimasta vedova, Gabriella. Tra i due fratellastri nascono subito tensioni, anche perché, appena Gabriella rivede Blasco, in lei si riaccende la passione mai sopita. Sapendo di aver perso definitivamente Violante, anche per sua scelta, Blasco alla fine cede al desiderio e lui e Gabriella diventano amanti: per evitare che la reputazione della donna sia macchiata, si offre inoltre di sposarla. La donna è al colmo della felicità, anche se non riesce a liberarsi del tutto del sospetto che la tormenta, e cioè che l'uomo non abbia mai smesso di pensare a Violante, l'unica che ami davvero.
Le operazioni militari costringono Blasco a partire per qualche tempo: approfittando della sua assenza, Emanuele, furioso perché gli è stato preferito il fratellastro, per giunta un bastardo, aiutato da Matteo fa rapire Gabriella e cerca di violentarla, ma la donna viene salvata dall'intervento dei Beati Paoli, che la proteggono in quanto amante di Blasco e che danno una lezione a Emanuele. Mentre viene ricondotta a casa, Gabriella capisce che uno degli uomini che l'hanno soccorsa è Coriolano, ma questi le chiede di non dire nulla di quanto è accaduto a Blasco.
Il nonno e tutore di Emanuele, spazientito per le intemperanze dell'irrequieto nipote, decide di accelerare le sue nozze con Violante (che in tutto quel tempo è rimasta chiusa in un monastero).
Rimasto ferito nella battaglia per riconquistare Milazzo, Blasco viene congedato dall'esercito e deve tornare in Spagna per alcuni mesi per curarsi: Gabriella lo accompagna. Tornati a Palermo nel febbraio 1719, Blasco apprende da Coriolano che il matrimonio tra Violante ed Emanuele, rimandato ancora perché il giovane era tornato da un viaggio a Roma malato di sifilide, è finalmente fissato per l'ultima domenica di Carnevale: Blasco non può fare a meno di dolersi con l'amico di avere, a suo tempo, aiutato la causa di Emanuele, ma Coriolano replica che non ha importanza che il giovane non si sia dimostrato degno del titolo, la giustizia deve essere applicata, solo quello conta.
Quelle nozze combinate sono invise sia a Violante sia ad Emanuele, che si detestano: la fanciulla, che non ha mai dimenticato Blasco ma che lo crede lontano e perduto per sempre, vorrebbe ormai farsi monaca, ma le sue preghiere non sono ascoltate. L'unica contenta è Gabriella, che spera che, una volta saputala sposata, Blasco smetta di pensare a Violante, anche se una parte di lei continua a dirle che l'uomo non sarà mai totalmente suo. Si reca mascherata alla festa di nozze e lì instilla malignamente in Violante l'idea che il matrimonio sia stata un'idea proprio di Blasco e in Emanuele il sospetto su chi abbia ucciso sua madre tanti anni fa (infatti, a parte lei, i Beati Paoli, Blasco e Matteo, nessuno è ancora mai venuto a conoscenza delle colpe di don Raimondo). Durante la prima notte di nozze, Violante si chiude a chiave nella stanza da letto, facendo infuriare Emanuele per l'affronto: le famiglie degli sposi, constatato che tra i due le divergenze sono inconciliabili, non possono che rassegnarsi ad avviare il processo per l'annullamento del matrimonio: sia Violante sia Emanuele non chiedono di meglio. Ma ormai il ragazzo ha dei sospetti su don Raimondo, che Matteo Lo Vecchio gli conferma: è stato suo zio a cercare di uccidere lui e sua madre, nel 1698, come è scritto nelle carte del processo istituito contro di lui dai Beati Paoli. Emanuele vuole avere quelle carte, e allo scopo ottiene la grazia per don Girolamo, che in tutti quegli anni, ricercato in quanto membro della setta, si era rifugiato a Napoli e lì aveva vissuto. Quando torna, però, don Girolamo constata con amarezza che il giovane che per sedici anni ha cresciuto come un figlio è divenuto altezzoso, arrogante e crudele, e non ha per lui la minima riconoscenza. Anche Andrea, nel frattempo, che Emanuele ha accettato di riassumere al suo servizio, è deluso dal padrone, e non può che riconoscere che molto più simile a don Emanuele senior, che aveva servito con fedeltà e devozione, è piuttosto Blasco. Matteo avvicina Andrea, fingendosi suo amico, per scoprire chi abbia le carte del processo di don Raimondo, ma don Girolamo consiglia ad Andrea di guardarsi dallo sbirro.
Nel frattempo, Blasco è naturalmente sollevato alla notizia che le nozze tra Violante ed Emanuele sono andate a monte; egli stesso non ha ancora sposato Gabriella perché la donna desidera che lui non lo faccia per dovere, ma perché lo desidera: Blasco, però, è legato a lei da una forte attrazione fisica e da un profondo affetto, ma la sola donna che ama è Violante, anche se è convinto di non avere alcuna speranza. Gabriella, invece, desiderava ardentemente che Violante si sposasse, e ora è sempre più gelosa e sospettosa, e Matteo fa leva su questo per le sue indagini: prima le fa recapitare lettere anonime in cui l'avvisa che Blasco la tradisce, poi le fa credere che le carte che cerca siano una fattura di Violante per legare Blasco a sé. Gabriella si rivolge allora all'amico di Blasco, Coriolano, che capisce subito che si tratta di un inganno di Matteo e la rassicura, trovando anche il modo di beffare lo sbirro, che quindi, scornato, deve nuovamente cambiare tutti i suoi piani. Blasco, nel tentativo di tranquillizzare Gabriella, spiega all'amante cosa dicono quelle carte, di chi erano, come ne era venuto in possesso: visto che si riferivano ad azioni compiute da un uomo ormai defunto, e che se fossero venute alla luce avrebbero inutilmente fatto soffrire un innocente, le brucia di fronte a lei. Ma la donna non riesce a liberarsi dall'impressione che lui le nasconda qualcosa, che abbia un'altra, e finisce di nuovo vittima dei tranelli di Matteo, che però a sua volta è tenuto d'occhio da don Girolamo e Andrea.
Attirate Violante e Gabriella nello stesso luogo con un inganno, Emanuele cerca di prendere la sua vendetta sulla figlia del suo maggior nemico e sulla donna che l'ha respinto violentandole entrambe, ma Gabriella lo uccide e fugge con la figliastra. Violante, grata alla matrigna per averla salvata, le promette, in un estremo sacrificio, che non vedrà mai più Blasco e che si farà monaca.
I Beati Paoli compiono finalmente la loro vendetta su Matteo Lo Vecchio: l'uomo viene ucciso per strada, e ai funerali la folla copre di insulti il corteo funebre dell'odiato sbirro, nessun cimitero vuole accoglierne le spoglie e il cadavere finisce per essere gettato in un pozzo.
Ora che anche Emanuele è morto, il titolo di duca spetta a Blasco, che però non è felice come ci si aspetterebbe. Triste e disperata è anche Gabriella, resasi conto che, per quanti sforzi faccia, non potrà mai sperare di essere amata completamente dal suo uomo, ma è anche, suo malgrado, rimasta ammirata dal sacrificio supremo fatto da Violante. Alla fine, riuniti nella sua casa Blasco, Violante e Coriolano, di fronte a loro la donna si uccide avvelenandosi, volendo che Blasco sia felice. Blasco e Violante si sposano, Coriolano lascia la Sicilia e don Girolamo Ammirata diviene il nuovo capo dei Beati Paoli.

## Critica
Come rileva Eco nella sua introduzione, I Beati Paoli si inserisce perfettamente nel filone dei romanzi popolari, seppure ne sia un esempio piuttosto tardo: del romanzo popolare del XIX secolo, a sua volta ispirato alla gothic novel, ha, infatti, la contrapposizione schematica fra i personaggi, organizzati in coppie "buono/cattivo" e fissati in archetipi stereotipati, e l'ideologia populistica e consolatoria di una giustizia migliore amministrata comunque dall'alto e paternalisticamente da un gruppo di eletti, in ciò rifacendosi ad esempi quali I misteri di Parigi di Eugène Sue. Stilisticamente, I Beati Paoli si ispira piuttosto scopertamente a I tre moschettieri di Alexandre Dumas, con alcuni paralleli evidenti (Blasco/D'Artagnan, don Raimondo/Cardinale Richelieu, Matteo Lo Vecchio/Rochefort, Coriolano/Athos).

## Riferimenti culturali
Nel film in stile falso documentario del 2003 Il ritorno di Cagliostro, di Daniele Ciprì e Franco Maresco, si fa riferimento a I cavalieri dalle maschere nere (I Beati Paoli) girato da Pino Mercanti nel 1947 .

## Edizioni
- William Galt, I Beati Paoli, Palermo, La Gutenberg, 1912.
- I Beati Paoli. Grande Romanzo Storico Siciliano, Milano-Monza, La Madonnina, 1949.
- I Beati Paoli. Grande romanzo storico siciliano (2 voll.), Saggio introduttivo di Umberto Eco, Note storiche e bio-bibliografiche di Rosario La Duca, Palermo, Flaccovio Editore, 1971-2016, ISBN 88-7804-235-8.
- I Beati Paoli. Grande Romanzo Storico Siciliano, Con 78 illustrazioni originali di Edgardo Natoli, Antares Editrice, 2016.
- I Beati Paoli, Collana La memoria n.1039, Palermo, Sellerio, 2016, ISBN 978-88-38-93547-3.
- Luigi Natoli, I Beati Paoli, postfazione di Massimo Onofri, Giangiacomo Feltrinelli Editore, 2017, ISBN 978-88-07-90255-0.